# Peromyia tenella
Peromyia tenella är en tvåvingeart som beskrevs av Jaschhof 2001. Peromyia tenella ingår i släktet Peromyia och familjen gallmyggor. Inga underarter finns listade i Catalogue of Life.